# 리차드 호튼
리차드 호튼(Richard Horton)은 영국의 의사, 잡지 편집자이다. 1990년부터 의학 학술지인 란셋의 편집위원으로 활동하였고, 1995년부터 란셋의 편집장을 맡고 있다.

## 같이 보기
- 란셋